# 藤田征也
藤田征也（1987年6月2日—），日本職業足球員，前日本20歲以下足球代表隊成員。現效力於日職球隊湘南比馬。

## 俱乐部生涯
2005年，藤田征也在札幌岡薩多开始足球生涯。2011年转会至新潟天鵝，2014年转会至湘南比馬。

## 日本國家足球隊
藤田征也参加了2007年U-20世界盃。

## 外部連結
- （日語）J.League Data Site （页面存档备份，存于）